# Apeliotes (escultura)
Apeliotes es una escultura ubicada en la ladera sur del Distribuidor Altamira de la autopista Francisco Fajardo de la ciudad de Caracas y que forma parte del proyecto Viarte ejecutado en el marco del Plan de Soluciones Viales para Caracas.
Como parte de los trabajos de ampliación y mejora de la infraestructura vial del área metropolitana de Caracas, el Ministerio del Poder Popular para el Transporte Terrestre y Obras Públicas bajo la rectoría de Haiman El Troudi propuso ejecutar un plan de mejoramiento ornamental de las vías terrestres con la instalación de un museo al aire libre.
El autor de la obra es el escultor venezolano Alberto Cavalieri. La escultura está compuesta por láminas de hierro laqueladas, unidas entre sí, que forman un nudo que le ha dado el nombre popular como El nudo de Cavalieri. Está fundada sobre tres pilotes de concreto armado de 10 metros de longitud. Las dimensiones de la obra son 11,25x9,12x4,4 metros.
Para el artista, su inspiración fueron los elementos lúdicos de su niñez, como armar y desarmar piezas y su nombre es un homenaje a los dioses del viento de la mitología griega.